# 1-(2-噻吩基)-2-丙胺
1-(2-噻吩基)-2-丙胺，简称噻吩丙胺，是一种有机化合物，化学式为C7H11NS，它是一种兴奋剂。它可由2-(2-硝基-1-丙烯-1-基)噻吩经氢化铝锂还原，或1-(2-噻吩基)-2-丙酮和氨在钛酸四异丙酯催化下反应，经硼氢化钠还原得到。它和异硫氰酸甲酯反应，可以得到N-甲基-N'-[1-甲基-2-(2-噻吩基)乙基]硫脲。